# Suzana Bricelj
Suzana Bricelj, slovenska oblikovalka vizualnih komunikacij in ilustratorka, * 3. september 1971, Ljubljana. 
Suzana Bricelj se je po končanem študiju oblikovanja vizualnih komunikacij na ljubljanski Akademiji za likovno umetnost, kjer je diplomirala 1998, izpopolnjevala v Bratislavi in Parizu. Po vrnitvi v Slovenijo se je posvetila predvsem ilustriranju otroških slikanic in knjig, z njenimi ilustracijami pa so opremljene tudi revije za otroke ter šolski učbeniki.

## Nagrade
- Levstikova nagrada (2005) za ilustracije v knjigi Mala nočna torta s plameni.[4]